# Henry megye (Missouri)
Henry megye az Amerikai Egyesült Államokban, azon belül Missouri államban található. Megyeszékhelye és legnagyobb városa Clinton. Lakosainak száma 21 946 fő (2020. április 1.). Henry megye Johnson, St. Clair, Benton, Pettis, Bates és Cass megyékkel határos.

## Népesség
A megye népességének változása:
| Lakosok száma | 22 242 | 22 192 | 22 147 | 22 059 | 21 737 | 21 946 |
|               | 2010   | 2011   | 2012   | 2013   | 2015   | 2020   |